# Ігор Шевадзуцький
Ігор Шевадзуцький (нар. 23 березня 1990 року, Кривий Ріг) — український боксер-професіонал, який виступає в тяжкій ваговій категорії. Майстер спорту України міжнародного класу[джерело?], член збірної України по боксу (2013—2018), дворазовий чемпіон України (2016, 2017), срібний (2018) і бронзовий (2015) призер чемпіонату України.